# گلوبه فیتوسا
گلوبه فیتوسا مبارز برزیلی (متولد ۹ آوریل ۱۹۷۳)، کیک بوکسر و مبارز کیوکوشین و از قهرمانان مسابقات k-1 است. در سال ۲۰۰۵،او توانست در k-1 جایزه بزرگ در لاس وگاس مقام اول را از آن خود کند و در جایزه بزرگ کی وان به فینال راه پیدا کند.

## زندگینامه و حرفه
در تاریخ ۳۰ آوریل سال ۲۰۰۵، فیتوسا برنده K-1 جایزه بزرگ جهانی در سال ۲۰۰۵ در لاس وگاس بود و در همان سال او فینالیست K-1 بود.